# Tarlak
Tarlak – ryba w fazie pełnej dojrzałości płciowej, zdolna do rozrodu (zob. tarło). Samica określana jest jako ikrzak (ikrzyca), samiec zaś jako mleczak. W gospodarce rybnej, w hodowli, na tarlaki wybiera się największe ryby z danego miotu.